# Rags (perro)

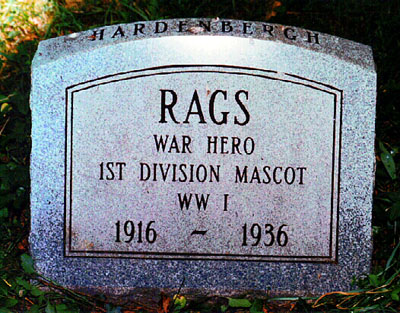
Sepultura de Rags en Silver Spring, Maryland

Rags (hacia 1916 - 6 de marzo de 1936) era un terrier mestizo que se convirtió en el perro mascota de la 1.ª División de Infantería del ejército de los Estados Unidos durante la Primera Guerra Mundial.
Fue adoptado por la 1.ª División el 14 de julio de 1918, en la sección Montmartre de París. Rags siguió siendo su mascota hasta su muerte en Washington D. C., el 22 de marzo de 1936. Aprendió a enviar mensajes entre el cuartel general de retaguardia y las líneas del frente, y avisaba con antelación de la llegada de proyectiles enemigos. Rags alcanzó gran notoriedad y celebridad como perro de guerra cuando salvó muchas vidas en la Ofensiva de Meuse-Argonne, al entregar un mensaje vital, superando el bombardeado y los gases lanzados por los alemanes, que lo dejaron parcialmente cegado. Su propietario y adiestrador adoptivo, el soldado James Donovan, resultó gravemente herido y gaseado, muriendo después de regresar a un hospital militar en Fort Sheridan (Chicago). En 1920, la familia del mayor Raymond W. Hardenbergh adoptó a Rags, y permaneció con ellos a lo largo de varios traslados, hasta que se reunió con miembros del Regimiento de Infantería número 18 en Fort Hamilton (Nueva York), que lo habían conocido en Francia, por lo que Rags recibió varias medallas y premios.

## Adopción en París
Rags fue encontrado abandonado en las calles de París por un soldado de infantería estadounidense, James Donovan, un especialista del Cuerpo de Señales de la Fuerza Expedicionaria Estadounidense que servía con la 1.ª División de Infantería. Donovan llamó al perro "Rags" (Trapos) , ya que lo confundió con una pila de trapos cuando lo encontró por primera vez. Donovan había marchado en el desfile del Día de la Bastilla y se retrasó en presentarse a su unidad. Para evitar ser considerado un desertor, Donovan le dijo a la policía militar que Rags era la mascota desaparecida de la 1.ª División de Infantería y que formaba parte de un grupo de búsqueda, un papel que curiosamente Rags desempeñaría durante casi veinte años. Al regresar a su unidad, Donovan evitó el castigo y se le permitió quedarse con Rags, en gran parte porque se le estaba ordenando que fuera al frente.

## Servicio de guerra
El trabajo de Donovan en el frente era tender cables de comunicación entre la infantería que avanzaba y la artillería de campaña de apoyo. También tuvo que reparar los cables telefónicos que habían sido dañados por los bombardeos. Mientras que no se dispuso de conexiones inalámbricas, se tuvieron que utilizar cables, pero con frecuencia los encargados de repararlos resultaban heridos, muertos o no podían atravesar los cráteres formados por los proyectiles y el alambre de púas. Donovan entrenó a Rags para que llevara mensajes escritos atados a su cuello.
En julio de 1918, Rags, Donovan y una unidad de infantería de 42 hombres quedaron aislados y rodeados por los alemanes. Rags llevó un mensaje de socorro, lo que se tradujo en un bombardeo de la artillería y la llegada de refuerzos que rescataron al grupo. La noticia de la hazaña se extendió por toda la 1.ª División.
En septiembre de 1918, Rags y Donovan participaron en la última campaña estadounidense de la guerra. Rags llevó varios mensajes y el 2 de octubre de 1918, uno del 1.er Batallón del Regimiento de Infantería número 26 al Regimiento de Artillería de Campaña número 7, que dio lugar a un bombardeo de artillería que permitió asegurar un objetivo importante, la carretera de Very-Epinonville, con lo que se salvó la vida de un gran número de soldados.
El 9 de octubre de 1918, Rags y Donovan fueron víctimas de los bombardeos alemanes y de los gases tóxicos. Rags sufrió daños en la pata delantera derecha, la oreja derecha y el ojo derecho por las esquirlas de un proyectil, y también quedó gaseado levemente. Donovan resultó más gravemente herido y quedó gaseado gravemente. Los dos permanecieron juntos y fueron llevados de vuelta a un puesto de curación y luego a varios hospitales diferentes. Siempre que se mencionaba este tratamiento inusual para un simple perro, se mencionaba el término "órdenes del cuartel general". La reputación de Rags ayudó a allanar el camino. El perro se curó rápidamente después de un tratamiento excelente. Sin embargo, la salud de Donovan empeoró. Ambos fueron devueltos a los Estados Unidos.

## Regreso a los Estados Unidos
Los miembros de la 1.ª División colaron a Rags en tren y en barco desde Brest en Francia hasta Fort Sheridan en Chicago. Acompañó a James Donovan, que fue internado en el Hospital de la Base de Fort Sheridan, especializado en casos de gas. Rags se instaló en el parque de bomberos de la base y le dieron un collar con una etiqueta que lo identificaba como "Rags de la 1.ª División".
A principios de 1919, Donovan murió y Rags se convirtió en el perro del puesto, que vivía en el parque de bomberos, y se alimentaba en varios comedores que seleccionaba cuidadosamente. Varios soldados del puesto lo vigilaban.
En 1920, el mayor Raymond W. Hardenbergh, su esposa y sus dos hijas llegaron a Fort Sheridan. La familia y Rags pronto se encariñaron mucho. El comandante del puesto hizo los arreglos para que la familia recibiera la tutela de Rags. Después de varios otros períodos de servicio, la familia Hardenbergh llegó a Governors Island en el Puerto de Nueva York en 1924. El 16.º Regimiento de Infantería de la 1.ª División estaba estacionado allí y varios de sus miembros habían servido en la Primera Guerra Mundial y estaban familiarizados con Rags y sus hazañas. Comenzó su ritual de viajes y pronto viajó en ferry a Fort Hamilton, a Fort Wadsworth y al edificio del ejército en Whitehall Street, en el centro de Manhattan.
Se convirtió en una celebridad muy conocida de la ciudad de Nueva York. The New York Times publicó varios artículos sobre él. El libro de Jack Rohan sobre el perro se publicó en 1930. Siguieron más artículos de periódicos y revistas. Rags recibió varias medallas y premios. En 1928, marchó por Broadway con las tropas de la 1.ª División como parte del décimo aniversario de la reunión de la división de la Primera Guerra Mundial. Numerosos políticos de Nueva York y generales del ejército de los EE. UU. se tomaron fotografías con Rags. Desde 1928 hasta 1934, el perro vivió con los Hardenbergh en Fort Hamilton.

## Muerte
En 1934, Hardenbergh, para entonces teniente coronel, fue transferido a Washington D. C., para servir en el Departamento de Guerra. Poco se sabe de Rags durante los siguientes dos años. En marzo de 1936, Hardenbergh informó a Fort Hamilton y a la 1.ª División que Rags había muerto. Tenía 20 años. Fue enterrado con honores militares y se erigió un monumento en el Aspin Hill Memorial Park, en Silver Spring (Maryland) cerca de la casa de Hardenbergh.

## Comportamiento único
Además de sus habilidades para llevar mensajes en Francia durante la Primera Guerra Mundial, Rags tenía otros comportamientos únicos. Cuando fue el primero en llegar al frente y se vio bajo el fuego de artillería, simplemente imitó a los hombres que lo rodeaban, que se tiraban al suelo y lo abrazaban con fuerza. En poco tiempo, los soldados observaron a Rags abrazarse al suelo con las patas extendidas antes de que alguien oyera el sonido de una andanada entrante. Los hombres pronto se dieron cuenta de que el oído agudo y sensible de Rags les estaba diciendo cuándo se acercaban los proyectiles mucho antes de que pudieran oírlos. Los soldados aprendieron a mantener sus ojos en Rags, y se convirtió en un sistema de alerta temprana ante el fuego de la artillería enemiga.
Durante un período de descanso detrás de las líneas, James Donovan le enseñó un método de saludo canino, que Rags usaría durante el resto de su vida militar. En lugar de extender su pata para estrechar la mano, como se les enseñaba a la mayoría de los perros, Rags levantaba la pata un poco más alto y cerca de su cabeza. Durante muchos años después, Rags aparecería en el asta de la bandera en varias bases militares para la ceremonia de retirada. Cuando se bajaba la bandera y sonaba la corneta, se podía ver a Rags saludando con las tropas reunidas. Se le observó haciendo esto en los fuertes Sheridan y Hamilton.
Otra actividad que Rags realizó durante toda su vida fue la visita diaria que hacía a la base militar en la que vivía. Al principio, identificaba los comedores con la mejor comida y el personal más hospitalario. Los visitaba todos los días para pedir golosinas y la mayoría tenía un cuenco de agua especial para él.